# Ibn Chaldun

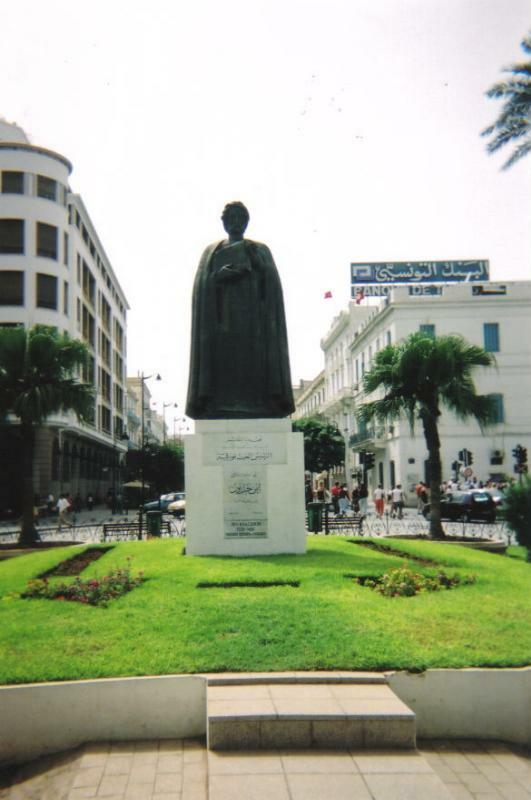
Pomnik Ibn Chalduna w Tunisie

Ibn Chaldun, (arab. ابن خلدون; ur. 27 maja 1332 w Tunisie, zm. 17 marca 1406 w Kairze) – arabski filozof, historyk, prekursor socjologii, politologii i ekonomii.
Służył władcom północnej Afryki i Grenady. Był autorem historycznego dzieła Kitab al-ibar. Opisał historię Arabów, Berberów i Persów. Jego najbardziej znane dzieło to Al-Mukaddima, gdzie skrytykował błędy innych historyków oraz zawarł teorię społecznej zmiany. Ponadto podkreślał znaczenie więzi grupowej (asabiji). Wyznawał pogląd racjonalnego wyjaśniania zjawisk historycznych i społecznych, co było wówczas niespotykane.

## Życiorys
Życie Ibn Chalduna zostało przedstawione w jego autobiografii At-Tarif bi-Ibn Chaldun wa-rihlatihi gharban wa-szarkan. Autor cytuje dokumenty dotyczące swojego życia, jednak mimo tego, niechętnie dzieli się informacjami osobistymi, z czego może wynikać fakt nieprzedstawienia zbyt wielu informacji na temat swojej rodziny w utworze. Autobiografia została opublikowana przez Muhammada Ibn Tawita at-Tandżiego w Kairze w 1951 roku.
W epoce Ibn Chalduna, po upadku Almohadów (1147–1269), Afryka Północna znajdowała się pod panowaniem trzech osłabionych dynastii, które pozostawały ze sobą skłócone. Na terenie dzisiejszego Maroka, rezydowali Merynidzi (1196–1464), w zachodniej Algierii panowali Abdalwadydzi (1236–1556), a we wschodniej - Hafsydzi (1228–1574), którzy ponadto rządzili w Tunezji i Cyrenajce. Owe dynastie były stale narażone na ataki sąsiadujących plemion berberyjskich, a także rywalizowały o hegemonię w Afryce Północnej. Ibn Chaldun pochodził z rodziny Banū Chaldūn, która od wielu pokoleń zamieszkiwała Sewillę (Andaluzja). W swojej autobiografii Ibn Chaldun podkreślał swoje arabsko-jemeńskie pochodzenie. Jego rodzina, która dotychczas zajmowała wysokie stanowiska administracyjne w Andaluzji, przeniosła się do Ceuty w północnej Afryce w okresie początkowej rekonkwisty, około połowy XIII wieku. W trakcie panowania dynastii Hafsydów (szczególnie podczas rządów emira Jahji I) w latach 1228–1249, członkowie rodziny Ibn Chalduna zajmowali wysokie stanowiska polityczne. Mimo to, ojciec i dziadek Ibn Chalduna zdecydowali się opuścić dotychczasowe życie i przyłączyć się do bractwa sufickiego. 

### Wychowanie i edukacja
Wysoka pozycja jego rodziny sprawiła, że Ibn Chaldun mógł podjąć naukę u najlepszych pedagogów Afryki północnej. Otrzymał on standardowe wówczas wykształcenie muzułmańskie, które obejmowało znajomość Koranu, swobodę posługiwania się językiem arabskim, znajomość prawa islamskiego, czy niezbędnych muzułmanom hadisów. Mistyk, matematyk i filozof, al-Ābilī, nauczył go podstaw matematyki, logiki i filozofii, przy czym Ibn Chaldun studiował głównie dzieła Awerroesa, Awicenny, Ar-Raziego i at-Tusiego.
W wieku 17 lat, Ibn Chaldun stracił oboje rodziców wskutek szerzącej się na wówczas na trzech kontynentach „czarnej śmierci“. Po ukończeniu edukacji Ibn Chaldun rozpoczął karierę polityczną idąc w ślady swojej rodziny.

### Pierwsze lata w Tunisie, Maroku iGrenadzie
Po zdobyciu wykształcenia w Tunisie, został sekretarzem sułtana z dynastii Hafsydów - Abu Ishaka Ibrahima II al-Mustansira. W 1347 r., kiedy Abu al-Hasan zajął Tunis, utrzymywał dobre kontakty z dworem Marynidów.
Po przeprowadzce z Tunisu do Fezu, na polecenie sułtana Abu Ishaka, Chaldun rozpoczął polityczną karierę na stanowisku katib al-alama (arab. كاتب العلامة) w kancelarii Ibn Tafradżina. Ibn Chaldun żył i działał wówczas w okolicachmedresy Bu Inania – dziś przy ulicy at-Tal'a l-kbira. Zadanie katib al-alama polegało na kaligraficznym umieszczaniu typowych zwrotów wstępnych w oficjalnych dokumentach. Władca z dynastii Marynidów, Abu Inan, przyjął go później jako pisarza królewskich proklamacji, co nie przeszkodziło Chaldunowi, aby spiskować przeciwko niemu. W rezultacie 25-letni Chaldun został w 1357 r. wtrącony do więzienia na 22 miesiące. Dopiero po śmierci Abu Inana (1358) został zwolniony przez jego syna i następcę. Ibn Chaldun zjednoczył się przeciwko niemu z żyjącym na emigracji wujem, Abu Salimem. Po dojściu do władzy, Abu Salim nadał Chaldunowi urząd sekretarza państwa (arab. كاتب السر والتوقيع والانشاء).
Po obaleniu Abu Salima przez Amara Ibn Abd Allaha, przyjaciela Ibn Chalduna, pisarz nie objął jednak żadnej znaczącej funkcji. Amar, który dobrze znał polityczne zdolności Ibn Chalduna, skutecznie zapobiegł połączeniu jego sił z Abdalwadydami w Tilimsanie. Z tego właśnie powodu Ibn Chaldun zdecydował o wyjeździe do Grenady (jesienią 1362). Założył, że zostanie tam życzliwie przyjęty, gdyż wcześniej pomógł tamtejszemu sułtanowi z dynastii Nasrydów - Muhammadowi V,  odzyskać władzę w Fezie. W 1364 r., Muhammad V powierzył mu funkcję posłańca doKastylii, aby zawrzeć układ pokojowy z Piotrem I Okrutnym.  Misja Ibn Chalduna powiodła się, a król Kastylii zaoferował mu możliwość pozostania na dworze i odzyskania rodzinnych włości w Hiszpanii, na co Ibn Chaldun jednak nie przystał.
W Grenadzie, Ibn Chaldun wszedł w zatarg z wezyrem Ibn al-Chatibem, który z narastającą nieufnością śledził stosunki Chalduna z sułtanem Muhammadem V. Ibn Chaldun próbował manipulować sułtanem, co o ostatecznie zdecydowało o tym, że Ibn Chaldun musiał wrócić do Afryki, czego bezpośrednim sprawcą byłs Ibn al-Chatib. Ten, został później oskarżony o heterodoksyjne poglądy filozoficzne przez Muhammada V. Niedługo później, został stracony.
W autobiografii, Ibn Chaldun niewiele pisze o konflikcie z Ibn al-Chatibem oraz o motywach swojego powrotu do Afryki. Orientalista Muhsin Mahdi, interpretuje to, jako spóźnione przyznanie się do błędnej oceny Muhammada V.

## Dzieła
W odróżnieniu od większości arabskich uczonych, Ibn Chaldun, poza historią uniwersalną - Kitab al-ibar - nie napisał zbyt wielu dzieł. W swojej autobiografii nie zamieścił żadnej wzmianki o innych pismach, co jest przez badaczy interpretowane jako dowód, że Ibn Chaldun uważał się przede wszystkim za historyka i chciał być znany wyłącznie jako autor Kitāb al-ibar. Z innych źródeł wiadomo o innych, późniejszych dziełach, które powstawały, gdy Ibn Chaldun żył w północnej Afryce i Hiszpanii.

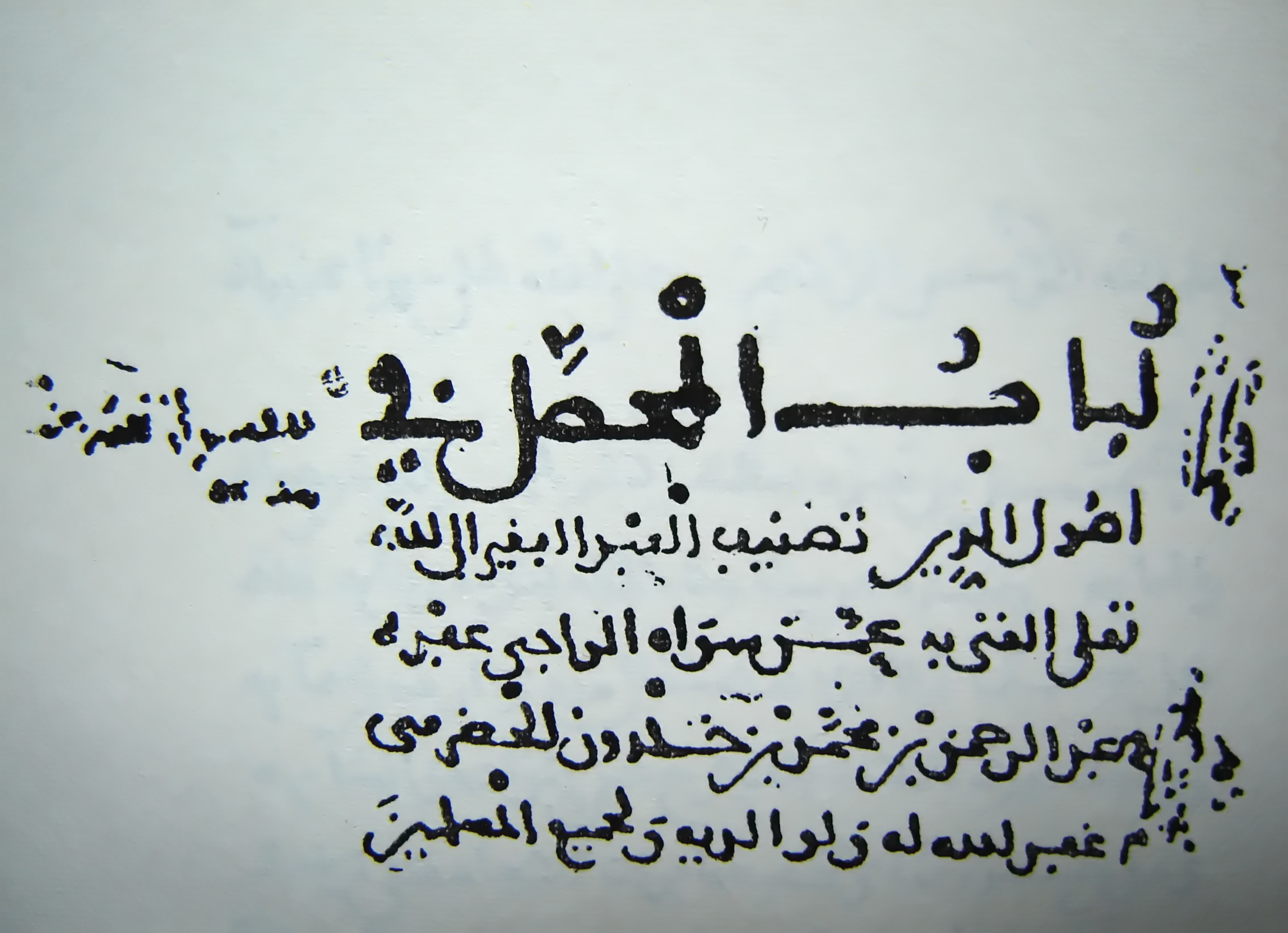
Karta tytułowa autografu: Lubab al-muhassal

Swoją pierwszą książkę, لباب المحصل في أصول الدين, podsumowujący komentarz do teologii ar-Razīs, napisał w wieku 19 lat pod nadzorem swojego nauczyciela Al-Abiliego w Tunisie. Autograf, datowany na rok 1351, przechowywany jest w bibliotece Eskurialu. Dzieło na temat sufizmu (islamskiego mistycyzmu), شفاء السائل, powstało ok. 1373 r. w Fez. Dla sułtana Grenady Muhammada V Ibn Chaldun sporządził rozprawę o logice (Allaka li-as-sultan), kiedy przebywał na jego dworze.
Kitab al-ibar (pełny tytuł: Kitab al-ibar wa-diwan al-mubtada wa-al-chabar fi ayyam al-Arab wa-al-Adżam wa-al-Barbar wa-man asarahum min zawi as-sultan al-akbar كتاب العبر وديوان المبتدأ والخبر في أيام العرب والعجم والبربر ومن عاصرهم من ذوي السلطان الأك) to główne dzieło Ibn Chalduna, które pierwotnie miało historycznie przedstawiać życie Berberów. Jednakże autor wykroczył poza pierwotną koncepcję – dzieło w wersji końcowej, wzbogacone o własne teorie metodologiczno-antopologiczne, jest tzw. „historią uniwersalną“. Utwór składa się z siedmiu ksiąg, z których pierwszą, Muqaddima, uważa się za samodzielne dzieło. Księgi od drugiej do piątej obejmują historię ludzkości do czasu życia Ibn Chalduna. W księdze szóstej oraz siódmej znajduje się historia ludów berberyjskich i Maghrebu, co jest oparte na wiedzy, którą autoor zdobył w północnej Afryce.

### Al-Mukaddima
Al-Mukaddima المقدّمة w kairskim wydaniu z 1967 r., mająca 1475 stron, to przełomowe dzieło Ibn Chalduna. Ocenia się je jako ważniejsze niż opisana przez niego historia świata. Nad Mukaddimą, Ibn Chaldun pracował przez całe życie; w bibliotece narodowej w Tunisie przechowywane są rękopisy dzieła z dopiskami i poprawkami autora, które w wydaniach drukowanych nie zostały uwzględnione.
Ibn Chaldun próbował zbadać przyczyny awansu i upadku arabskich dynastii. Wcześniejsi arabsko-islamscy pisarze historyczni starali się przedstawiać wydarzenia historyczne, a w szczególności historie dynastii, w konwencji rocznikarskiej, posługując się przy tym wcześniejszymi świadectwami, które początkowo funkcjonowały jako przekazy ustne, a dopiero później były spisywane. Z kolei główną cechą pracy Ibn Chalduna jest szukanie przyczyny rozwoju. W swojej przedmowie do Al-Mukaddimy, napisanej zgodnie z arabską tradycją adabu prozą rymowaną, Ibn Chaldun przedstawia historiografię jako jedną z najważniejszych dziedzin nauki, zajmującą się powstawaniem i rozwojem cywilizacji. Równocześnie odchodzi on od tradycyjnego pisarstwa historycznego i wprowadza do swoich dzieł swoje przemyślenia światopoglądowe. W tych jedynych w swoim rodzaju obserwacjach i analizach, objaśnia legitymację władzy państwowej i jej źródła przy pomocy przeinterpretowanego przez siebie staroarabskiego pojęcia asabijja عصبيّة. Jego znaczenia są różne, zaczynając od „poczucia przynależności do plemienia“, „więzów krwi“ i „solidarności rodu“, kończąc na „poczuciu grupowym“ i formach solidarności, które nie mają swojej podstawy wyłącznie w pokrewieństwie. Asabijja jest u Ibn Chalduna znaczącym czynnikiem powstania i utrzymania władzy świeckiej (mulk) w każdej epoce historycznej.
Jego prace o cywilizacji i kulturze (ilm al-umran) علم العمران, obejmują obszerne dyskusje o relacjach wiejsko-beduińskich, a miejsko-osiadłym życiem. Stanowią one dla Ibn Chalduna główny aspekt konfliktu społecznego. W tym kontekście, za pomocą teorii asabiyya, autor wyjaśnia awans i upadek cywilizacji w islamskiej i nieislamskiej historii, przy czym uzupełnia swoje tezy dogmatami religijnymi i wiarą, np. tak, jak w trakcie panowania kalifów. Beduini, jako mieszkańcy wiejskich regionów posiadają silną asabijja, a ich wiara jest silniejsza, podczas gdy mieszkańcy miast w ciągu wielu pokoleń coraz bardziej ulegają dekadencji i korupcji, a więc ich asabijja słabnie. Z biegiem czasu słabnie wiara opierająca się na asabijji i następuje dominacja plemienia z silną asabiyya, które po zdobyciu i częściowym zniszczeniu miast ustanawia nową dynastię.

## Recepcja
Liczne idee, metody i tezy Ibn Chalduna były później postrzegane jako początki teorii i dyscyplin europejskich. Jego objaśnienia przyczyn powstawania profitu i kapitału (arab. رَأْسُ المال) uważa się za prekursorskie w stosunku do teorii wartości Karola Marksa. Ibn Chaldun był przedstawiany jako ojciec nauki historycznej, socjologii i nauk politycznych, a od XVIII wieku jego dzieła są analizowane głębiej na terenie całej Europy. W krajach arabskiego obszaru językowego, jego dzieło posłużyło do uzasadniania ruchów sprzeciwiającym się kolonializmowi, jak i również do objaśnienia zacofania Afryki Północnej. Idee Ibn Chalduna są również bezpośrednią inspiracją dla naukowców zajmujących się modelowaniem poglądowych procesów historycznych (m.in. w adaptacji modelu strukturalno-demograficznego i modelu cyklów sekularnych Petera Turchina).

## Pisma
- Ibn Chaldun: Buch der Beispiele. Die Einführung. Übersetzt und eingeleitet von Mathias Pätzold. Reclam, Leipzig 1992. ISBN 3-379-01440-0
- Ibn Chaldun: Ausgewählte Abschnitte aus der Muqaddima. Hrsg. und übersetzt von Annemarie Schimmel. Mohr, Tübingen 1951.
- Ibn Chaldun: Le Livre des Exemples. Tome I. Autobiographie Muquaddima. Hrsg., übers. und mit Anmerkungen versehen von Abdesselam Cheddadi. Gallimard, Paris 2002 (neueste franz. Übersetzung.). ISBN 2-07-011425-2
- Ibn Chaldun: The Muqaddimah. An Introduction to History. Hrsg., übers. und mit Anmerkungen versehen von Franz Rosenthal. 3 Bde. Bollingen, New York 1958, 1986 (klassische Übersetzung). ISBN 0-7100-0195-9
- Ibn Chaldun: al-Ta'rîf bi-ibn Khaldûn wa rihlatuhu gharban wa-sharqan. Hrsg. von Muhammad ibn Tâwît al-Tanjî. al-Qahirah, Kairo 1951 (Autobiografie).
- Ibn Chaldun: Le Voyage d'Occident et d'Orient. Hrsg. und übersetzt von Abdesselam Cheddadi. Sindbad, Paris 1980, 1995 (franz. Übersetzung der Autobiografie). ISBN 2-7274-3497-9